# Demonax praecursor
Demonax praecursor es una especie de insecto coleóptero de la familia Cerambycidae. Estos longicornios son endémicos de Ceram (Indonesia).
Mide unos 18 mm.